# Paraspora triseptata
Paraspora triseptata är en svampart som beskrevs av Grove 1884. Paraspora triseptata ingår i släktet Paraspora, divisionen sporsäcksvampar och riket svampar.   Inga underarter finns listade i Catalogue of Life.